# جک رایان (مجموعه تلویزیونی)
جک رایان (انگلیسی: Jack Ryan) یک مجموعه تلویزیونی اینترنتی در ژانر تریلر سیاسی و اکشن است. این مجموعه تلویزیونی براساس داستانی به‌نام رایان ورس اثر تام کلنسی ساخته شده‌است.
در آوریل ۲۰۱۸ ، آمازون این مجموعه را برای فصل دوم خود تمدید کرد که در 31 اکتبر ۲۰۱۹ به نمایش درآمد. در آوریل ۲۰۱۹ ، آمازون این مجموعه را برای فصل سوم تمدید کرد و در تاریخ ۳۰ ژوئن ۲۰۲۳ (۹ تیر ۱۴۰۲) فصل چهارم(فصل آخر) منتشر شد.

## خلاصه داستان
سریال جک رایان ماجراهای یک کهنه سرباز از نیروهای تفنگدار دریایی آمریکا است که در سازمان جاسوسی آمریکا با ماجراهایی در نقاط مختلف جهان روبرو میشود.